# Batalha (ort i Brasilien, Piauí, Batalha, lat -4,03, long -42,08)
Batalha är en ort i Brasilien.   Den ligger i kommunen Batalha och delstaten Piauí, i den östra delen av landet, 1 500 kilometer norr om huvudstaden Brasília. Batalha ligger 119 meter över havet och antalet invånare är 8 744.
Terrängen runt Batalha är platt. Runt Batalha är det glesbefolkat, med 16 invånare per kvadratkilometer.. Det finns inga andra samhällen i närheten.
Omgivningarna runt Batalha är huvudsakligen savann.